# Kostel svatého Václava (Toronto)
Kostel svatého Václava, v anglickém překladu nazývaný Saint Wenceslaus Church, se nachází v kanadském Torontu. Tento český krajanský kostel se nachází na západní straně od centra města. Vznikl v letech 1963–1964 přestavbou z nepoužívaného skladiště podle projektu Františka Stalmacha. Bohoslužby v kostele se pořádají v českém jazyce. V roce 2023 byl farářem P. Jan David.
Kostel svatého Václava je významným centrem české krajanské komunity v Torontu. V budově kostela se nachází velký sál, ve kterém se pořádají různé krajanské kulturní akce jako například vystoupení mladých cvičenců Sokola.

## Historie
Česká farnost vznikla koncem čtyřicátých let minulého století po příchodu mnoha českých uprchlíků z tehdy komunistického Československa. Velkou zásluhu na vybudování kostela měl P. Jaroslav Janda, který sloužil farnosti 27 let.
- 1954–1981 Rev. Jaroslav Janda
- 1982–1990 Rev. František Blažek
- 1990–1992 Rev. Svatopluk Rus
- 1992–1999 opět Rev. František Blažek[2]
- 1999–2016 Rev. Libor Švorčík
- 2016–2018 Rev. Tomáš Kaňa
- 2018–2022 Rev. Jan Čukáš
- a od 1. září 2022 zde je současný duchovní Rev. Jan David

Kostel svatého Václava se nachází v budově bývalého opuštěného skladiště na 496 Gladstone Avenue, Toronto, které bylo odkoupené a přebudované za peníze se sbírek mezi členy farnosti. Slavnostní posvěcení kostela se konala v neděli 31. května 1964 v přeplněném kostele za účasti torontského arcibiskupa kardinála Jamese MacQuigana.